# 히라노 히로후미

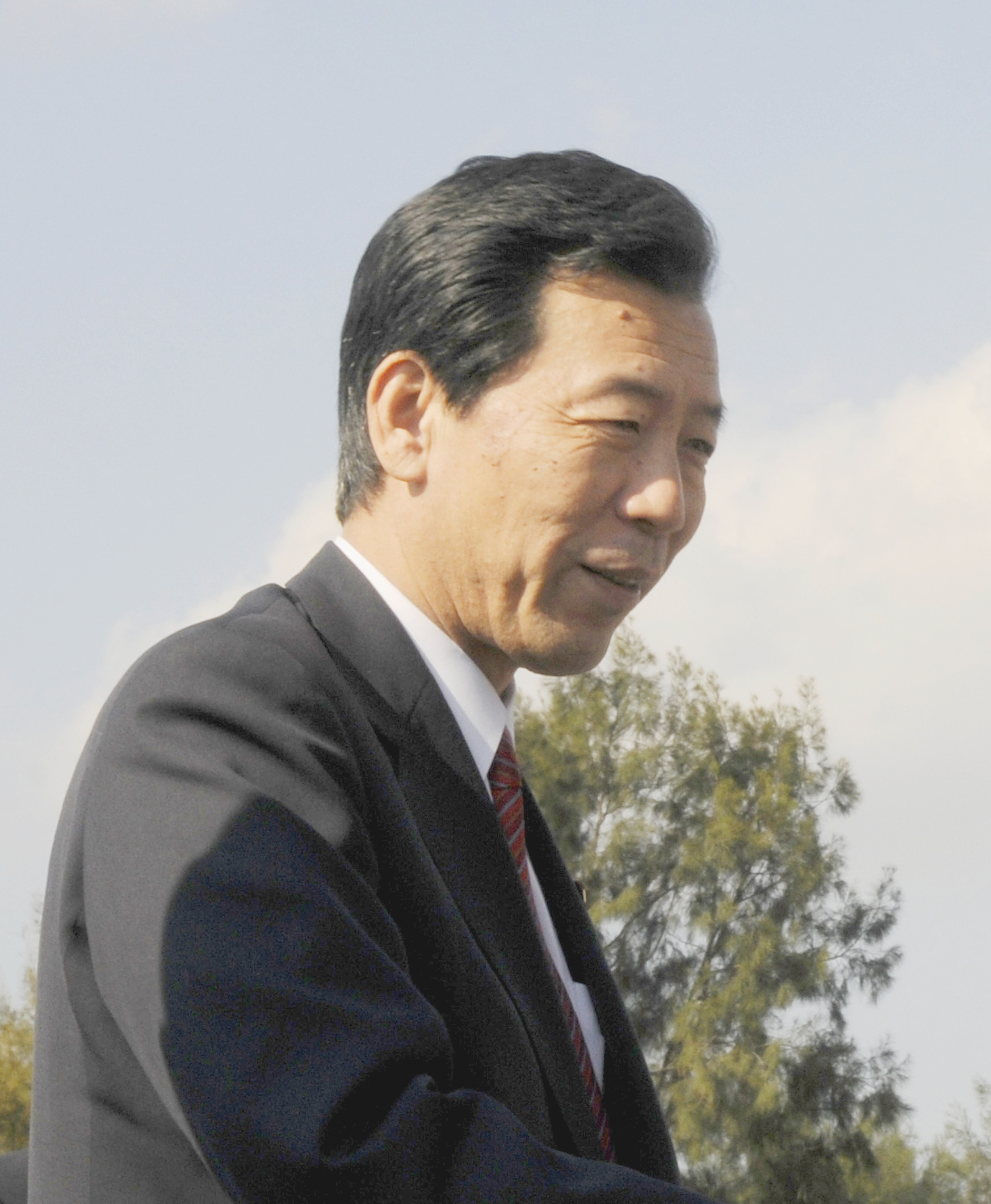
히라노 히로후미(2010년 1월 9일)

히라노 히로후미(일본어: 平野博文, 1949년 3월 19일 ~)는 일본의 전 정치인으로, 입헌민주당 소속의 중의원 의원이었으며 지역구는 오사카부 제11구였다. 과거 하토야마 유키오 내각에서 내각관방장관을 지냈다.
1949년, 와카야마현에서 태어나, 주오 대학 이공학부 전기 공학과를 졸업하고, 마쓰시타 전기 산업 (지금의 파나소닉) 에 입사하였다. 나카무라 마사오 (中村正男) 중의원 의원 비서를 거쳐, 1996년 제41회 중의원 의원 총선거에서 전기노련의 지지를 바탕으로 무소속으로 첫 당선되었다. 1998년 민주당에 입당하였고, 당 니가타 현 주에쓰 오키 지진 사무국 차장, 당 부간사장, 국회 대책 위원장 대리, 당 간사장 대리, 당 오사카부 총지부 연합회 대표를 지냈다.
2009년 5월, 당 총무위원장이 되어 대표 하토야마 유키오를 지지하였고, 같은 해 8월, 제45회 중의원 의원 선거에서 5선에 성공하였다. 2009년부터 2010년까지 하토야마 유키오 내각의 내각관방장관을 지냈다.